# MTV Music (Royaume-Uni)
 (novembre 2016).
Si vous disposez d'ouvrages ou d'articles de référence ou si vous connaissez des sites web de qualité traitant du thème abordé ici, merci de compléter l'article en donnant les références utiles à sa vérifiabilité et en les liant à la section « Notes et références ».

MTV Music anciennement MTV Shows puis MTV ® est une chaîne appartenant à ViacomCBS Networks Royaume-Uni & Australie lancée le 1er février 2011 au Royaume-Uni et en Irlande.

## Histoire
Le 15 février 2016, MTV Music +1 est lancée en remplacement de MTV Live, la version standard de la chaîne MTV Live HD.

### Identité visuelle (logo)

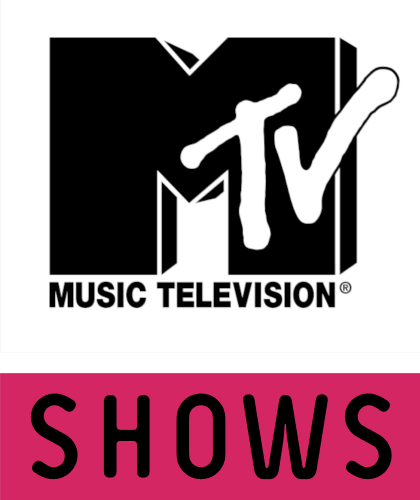
Logo de 2010 à 2011
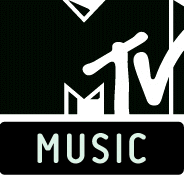
Logo de 2011 à 2013
Logo de 2013 à 2015
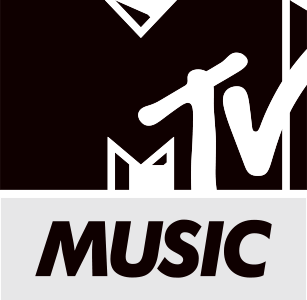
Logo de 2015 à 2017
Logo de 2017 à 2021
Logo depuis 2021
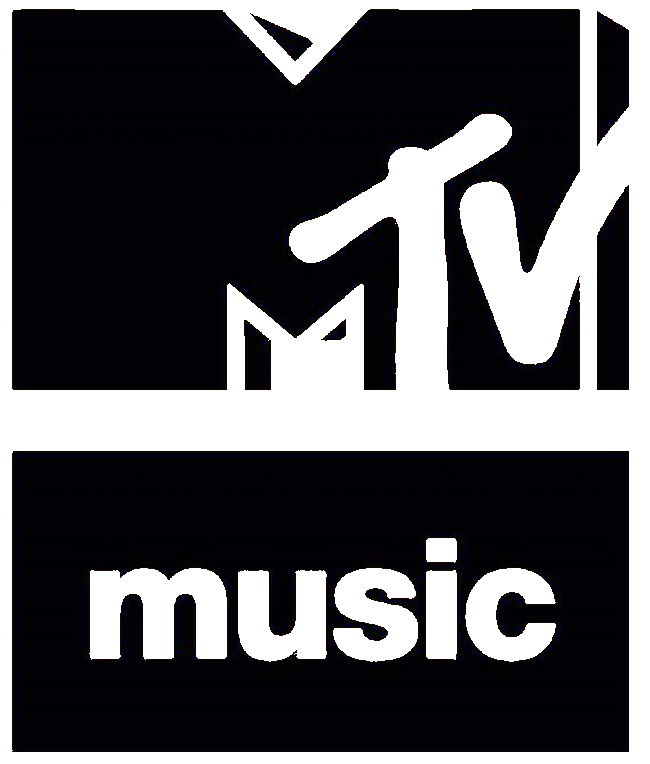
Logo utilisé en Australie de 2019 à 2020